# 肉夾モー
肉夾饃（ロウジアモ、ロージャーモー、ロオジャーモー、簡体字中国語: 肉夹馍、繁体字台湾語: 肉夾饃、Rougamo、Roujiamo）は、中華人民共和国陝西省の料理。饃（モー）に肉を挟んだ料理である。その形状からハンバーガーと比較され、「中華ハンバーガー」「中国式ハンバーガー」（Chinese hamburger）などと呼ばれることもある。
白吉饃（白い蒸しパン）を焼き、これに臘汁肉（煮込んだ肉）の細切りを挟む料理である（臘汁肉夾饃）。肉夾饃は、そのままでは「肉で饃を挟む」となるが、これは「肉夾于饃」（「肉夾于饃中」とも、肉が饃に挟まれる）を略したものである。肉は豚肉を用いるが、陝西省に隣接する寧夏回族自治区では、羊肉を用いている（羊肉肉夾饃）。潼関県では千層饃（薄い多くの層を持つ饃）を用いた潼関肉夾饃が、産業化されている。
西安市の名物料理として知られ、発祥の地と推定される咸陽市でも、伝統料理とされている。2014年2月18日の習近平中国共産党総書記と連戦中国国民党元主席の会談時のメニューにビャンビャン麺、羊肉泡饃と共に選ばれ、これが定食化した「習連套餐」にも引き継がれている。2016年1月には西安肉夾饃が、陝西省の無形文化遺産（第5回）に選出された。
人民網では、戦国時代には「寒肉」として存在していた臘汁肉が、盛唐期に白吉饃と組み合わされたことで誕生したとされている。